# 陳基六
陳基六（1867年3月15日—1935年），本名陳錫金，字基六，以字行，號式金，又號蜇村，晚號蜇翁，臺灣牛罵頭﹙今臺中市清水區）人。生員、漢詩詩人，曾發起設立臺灣文社，後擔任該社理事。

## 生平
陳基六在同治六年（1867年）農曆二月十日生於牛罵頭，為臺灣縣生員，臺灣日治時期擔任高美區長及《臺灣新聞社》記者。1902年林朝崧、林幼春、賴紹堯等人共同組織詩社「櫟社」，其在1907年加入，是「創社九老」之一。1913年與蔡惠如共組「鰲西詩社」，1918年召集櫟社詩人於蔡惠如住家伯仲樓開設櫟、鱉聯吟會。1926年其六十歲時櫟社詩人特別舉辦「椿壽會」祝壽，1935年過世，享年六十九歲。其亦精通中醫，在清水街開設大生藥房，有名於醫界。

## 墓地
陳基六之墓位於臺中市大雅區的公墓內，墳墓總共分成二部份，前方有三層洗石子基座，上方放置一塊墓碑，後方另蓋一座傳統墳墓，有書卷造型之墓碑。前方墓碑形式為「尖碑」，上書「庠生陳基六之墓」，青斗石龍紋、鳳紋石刻位於墓碑兩旁。墓碑第一層基座書有陳基六生前所撰之對聯：「家傍紫雲巖，聽殘一百八鐘聲，怱醒幻夢」、「身歷紅羊劫，坐困六十三案法，喜脫塵法」。
第二層則有陳基六的自輓詩，墓碑後方另有一座書卷造型的石碑，墓碑兩旁則書「傳家詩與禮，教子父兼師」。墓旁后土的形式為較小型的「方尖碑」，上書「福神」。

## 著作
其著有《鱉峰詩草》、《鐵崖詩鈔》等書。1920年連橫曾替《鱉峰詩草》撰寫序文，但該書最終並未付梓，今亦散佚無存。〈鰲峰詩草序〉中有寫到：「鰲峰之麓有石器焉，是維原人之跡」，可謂是最早紀錄牛罵頭遺址的的文章。

## 評價
王松：「交情慷慨，韻事風流，工詩賦。」